# Safia meroleuca
Safia meroleuca är en fjärilsart som beskrevs av George Francis Hampson 1913. Safia meroleuca ingår i släktet Safia och familjen nattflyn. Inga underarter finns listade.